# 馬門交差点
馬門交差点（まかどこうさてん）は、宮崎県西臼杵郡高千穂町にある国道218号の交差点である。
国道218号の馬門交差点 - 雲海橋交差点間には線形不良箇所が存在するため、高千穂日之影道路（九州中央自動車道に並行する国道218号の自動車専用道路）の一般道路区間として改良再整備が行われる予定である。
なお、同区間をバイパスする形で国道218号高千穂雲海橋道路の建設が進められており、雲海橋交差点にて接続予定となっている。

## 接続路線
- 国道218号
  - 高千穂日之影道路（現道改良予定区間）
- 大分県道・宮崎県道7号緒方高千穂線